# هیروود (ویرجینیای غربی)
هیروود (به انگلیسی: Harewood) یک منطقهٔ مسکونی در ایالات متحده آمریکا است که در شهرستان فایت، ویرجینیای غربی واقع شده‌است. هیروود ۲۶۲٫۱۳ متر بالاتر از سطح دریا واقع شده‌است.